# Języki kaukaskie
Języki kaukaskie – grupa języków używanych przez rdzenną ludność Kaukazu, uznawana przez niektórych językoznawców za rodzinę językową. Może obejmować do 50 różnych języków, użytkowanych łącznie przez kilka milionów osób. Niektórzy językoznawcy uważają jednak, że liczebność tej grupy jest znacznie zawyżona. Języki kaukaskie dzieli się na dwie główne podgrupy, prawdopodobnie niespokrewnione ze sobą: kartwelską oraz północnokaukaską, dalej dzieloną na północno-zachodniokaukaską oraz północno-wschodniokaukaską (kaspijską).

## Podobieństwa i różnice

Grupy etnolingwistyczne Kaukazu

Języki kaukaskie stanowią pewną wspólnotę nie tylko geograficznie. Mają wspólne cechy kontrastujące z otaczającymi je językami indoeuropejskimi i ałtajskimi; te cechy to np.:
- obecność spółgłosek krtaniowych (laryngalnych) i gardłowych (faryngalnych);
- podział spółgłosek zwartych na trzy szeregi artykulacyjne (bezdźwięczne nieprzydechowe, inaczej abruptywne, bezdźwięczne przydechowe i dźwięczne);
- odmiana czasownika przez więcej niż jedną osobę (nie tylko podmiotu, ale i dopełnienia);
- ergatywna konstrukcja zdania (konstruowanie zdania z punktu widzenia dopełnienia, a nie podmiotu);
- inkorporacja.

Większość tych cech występuje też w języku baskijskim, przez co spekulowano o pokrewieństwie tego języka z kaukaskimi, postulując tzw. ibero-kaukaską rodzinę językową. Podobieństwa te mogą być dziedzictwem powszechnego stanu językowego Eurazji sprzed kilkunastu tysięcy lat. Jednak cechy te występowały też w innych językach, np. starożytnego Bliskiego Wschodu, a do dziś występują w nowszej warstwie rdzennych języków obu Ameryk.
Pokrewieństwo języków kaukaskich było postulowane głównie przez uczonych radzieckich, jednak później podano je w wątpliwość. Zwracano uwagę, że kryteria ustalania pokrewieństwa języków zwykle są inne; np. pomiędzy językami kaukaskimi różnych grup brak podobieństw w podstawowym zakresie słownictwa (np. liczebniki i zaimki oraz morfemy). Szczególnie różnią się od siebie języki południowokaukaskie (kartwelskie) i języki północnokaukaskie. Języki kartwelskie wykazują pewne podobieństwa do indoeuropejskich i innych nostratyckich (np. zaimki osobowe). Zdaniem niektórych badaczy podobieństwo między dwiema grupami języków północnokaukaskich – grupą północno-zachodniokaukaską a grupą północno-wschodniokaukaską jest zbyt małe, aby zaliczyć je do wspólnej rodziny językowej. Nawet grupa języków północno-wschodniokaukaskich, tzn. języki nachskie (czeczeński, inguski i bacbijski) i dagestańskie jest zróżnicowana dużo bardziej, niż języki indoeuropejskie. Istnieją przesłanki skłaniające do zaliczenia języków wajnachijskich i huryckiego oraz urartyjskiego do jednej rodziny językowej, a także hatyckiego (hatti lub inaczej protohetyckiego) do wspólnej rodziny językowej z północno-zachodniokaukaskimi.

## Klasyfikacja

### Kartwelskie
- język gruziński,
- język lazyjski,
- język megrelski,
- język swański.

### Północno-zachodniokaukaskie
Ich inne określenie to języki abchasko-adygijskie. Wyróżnia się w niej grupy:
- abchasko-abazyńską:
  - język abchaski,
  - język abazyński,
- adygijską:
  - język adygejski,
  - język kabardyjski,

### Północno-wschodniokaukaskie
Obejmuje grupy:
- nachską (nachijską), do której zaliczane są:
języki wajnachskie (wajnachijskie)
język czeczeński,
język inguski,
język bacbijski/język bacyjski,
- dagestańską, rozpadającą się na dwa główne zespoły języków, awaro-didojski oraz samurski:
  - zespół awaro-didojski obejmuje:
język awarski,
języki didojskie,
język chunzybski,
język chwarszyjski,
język didojski,
język ginuchijski,
język kapuczyński,
języki andyjskie,
język achwaski,
język andyjski,
język bagulalski,
język botlichyjski,
język czamalalski,
język godoberyjski,
język karatajski,
język tindyjski,
    - zespół lakijsko-dargiński obejmuje:

język lakijski,
język dargiński/język dargwajski,
    - zespół samurski obejmuje:

język agulski,
język arczyński,
język buduchyjski,
język cachurski,
język chinalugijski,
język lezgiński,
język rutulski,
język tabasarański,
język udyjski.